# Banca Monte dei Paschi di Siena

Banca Monte dei Paschi di Siena S.p.A. (MPS), är världens äldsta bank och Italiens näst största. Den grundades 1472 i republiken Siena och har varit verksam allt sedan dess. Banken har under senare år haft omkring 3000 anställda.
Under 2010-talet har banken dragits in i en omfattande värdepappersskandal och i slutet av mars 2013 rapporterade den en storförlust för 2012 på motsvarande 26,4 miljarder kronor.